# Castlevania: Rondo of Blood
Castlevania: Rondo of Blood is een platformspel voor de TurboGrafx-CD uit 1993. Het spel is onderdeel van de Castlevania-serie en is ontwikkeld en uitgegeven door Konami.
Het spel werd opnieuw uitgegeven als Castlevania: Dracula X voor de SNES in 1995, en als The Dracula X Chronicles voor de PlayStation Portable in 2008. Er kwam in 2008 ook een versie voor de Wii Virtual Console.

## Plot
Het spel speelt zich af in 1792 in de fictieve wereld van Castlevania waarin de held Richter Belmont zijn ontvoerde vriendin moet redden uit de handen van Dracula, In het kasteel zijn meerdere gevangen vrouwen te vinden die door Dracula worden gebruikt als valstrik en om hem te voeden met nieuw bloed.

## Spel
Het spel is een 2D side-scrolling platformspel dat overeenkomt met voorgaande delen in de Castlevania-serie. Doel van het spel is hoofdpersoon Richter Belmont door negen velden te loodsen, waarbij hij onderweg vijanden verslaat, en op het eind Dracula zelf moet verslaan door hem bloot te stellen aan zonlicht. In het speelveld zijn verschillende wapens te vinden, zoals een bijl, kruis, heilig water, een grimoire en een stopwatch.
Rondo of Blood voegt elementen uit voorgaande delen toe, zoals de lineaire gameplay en de mogelijkheid alle velden uitgebreid te verkennen. Er zijn in sommige levels meerdere uitgangen, die leiden naar andere monsters en eindbazen.

## Ontvangst
Het spel werd positief ontvangen in recensies. Men prees de inhoud van het spel, waaronder het levelontwerp, de muziek, graphics en moeilijkheidsgraad.
| Publicatie | Platform        | Score   |
| ---------- | --------------- | ------- |
| Eurogamer  | PSP             | 7/10    |
| Famitsu    | SNES            | 24/40   |
| GameFan    | PC-Engine       | 391/400 |
| GameSpy    | PSP             | 4/5     |
| IGN        | Virtual Console | 9/10    |

## Heruitgaven

### Castlevania: Dracula X
Castlevania: Dracula X werd ontwikkeld voor de SNES en kwam op 21 juli 1995 uit in Japan. Het spel verscheen op 22 februari 1996 in Europa.
Het spel bevat dezelfde verhaallijn en graphics als Rondo of Blood, maar heeft een andere grafische stijl, opnieuw ontworpen levels en andere gameplay-elementen. Het is ook verschenen voor de Wii U Virtual Console in 2014, en voor de New Nintendo 3DS Virtual Console in 2017.
Dracula X werd ontvangen met gemengde recensies. Men had kritiek op de primitieve graphics en gameplay, en het ontbreken van voldoende verkenning en uitdaging.

### Castlevania: The Dracula X Chronicles
Castlevania: The Dracula X Chronicles is een 2,5D remake van Rondo of Blood voor de PlayStation Portable die in de VS op 23 oktober 2007 uitkwam en op 18 februari 2008 in Europa.
Het spel bevat nieuwe scripts, geluidseffecten en stemmen, waarbij de speler nu ook als Maria kan spelen. De gameplay is vrijwel gelijk aan Rondo of Blood en voegt daar elementen van survival horror aan toe.
De PSP-versie bevat ook het originele Rondo of Blood-spel dat vrijgespeeld kan worden.
The Dracula X Chronicles werd vooral positief ontvangen. Men prees de verbeterde graphics, vermakelijke muziek en extra toegevoegde inhoud, maar er was kritiek op de hoge moeilijkheidsgraad die als frustrerend werd ervaren.